# Mohamed Choumassi
Mohamed Choumassi, né le 2 décembre 1969, est un athlète marocain, pratiquant la course de fond.

## Carrière
Mohamed Choumassi est médaillé d'argent du 5 000 mètres aux Championnats du monde juniors d'athlétisme 1988 à Sudbury et médaillé de bronze du 10 000 mètres aux Championnats d'Afrique d'athlétisme 1988 à Annaba.